# Ann Newmarch
Ann Foster Newmarch Adelaida, 9 de junio de 1945-Australia, 13 de enero de 2022), conocida como "Annie", fue una pintora, grabadora, escultora y académica del sur de Australia, con reputación internacional, conocida por su servicio comunitario al arte, el activismo social y el feminismo. Cofundó el Progressive Art (Arte Progresivo) y el Women's Art Movement WAM (Movimiento de Arte de Mujeres) en Adelaida, y es especialmente conocida por su icónica pieza de serigrafía en color de 1978 titulada Women Hold Up Half the Sky! (¡Las mujeres sostienen la mitad del cielo!).

## Trayectoria
Ann Foster Newmarch nació el 9 de junio de 1945 en Adelaida, Australia Meridional.
En 1996 se diplomó en magisterio en Western Teachers College en el que estudio durante tres años, tras los cuales estudió filosofía y psicología en la Universidad Flinders en Adelaida durante un año.
En 1968 impartió clases de arte en los institutos femeninos de Croydon y Mitcham, y desde 1969 hasta el 2000 fue profesora en la Escuela de Arte de Australia del Sur.
En 1973 y 1974, Newmarch continuó estudiando filosofía y cursando además asignaturas como estudios de la mujer y política y arte en Flinders, a medida que evolucionaba hacia una artista abiertamente política. 
Newmarch fue una de las primeras profesoras en la Escuela de Arte de Australia del Sur y fue la primera mujer en ser objeto de una exposición retrospectiva en la Galería de Arte de Australia del Sur en 1997, The Personal is Political (Lo personal es político). Vivió y trabajó en un suburbio de Prospect durante unos 50 años, trabajando en su estudio en Beatrice Street. Fue la primera persona en ser nombrada artista residente de City of Prospect.
En 1969 realizó su primera exposición individual en la Galería Robert Bolton en Adelaida, pero criticó a las galerías comerciales por estar dominadas por artistas masculinos e impulsadas por el mercado.
Su impactante imagen titulada ¡Las mujeres sostienen la mitad del cielo! (1978) tuvo un gran impacto tanto en su carrera como en la de otros artistas, y es la más conocida de todas sus obras. A finales de 1978, comenzó a dirigir talleres de serigrafía en el estudio Prospect, y también fundó Prospect Mural Group en ese año.
En 1980, tras un viaje a Estados Unidos y el Reino Unido, Newmarch y otras miembros de WAM pintaron Reclaim the Night (Recuperemos la noche) para el Festival de las Artes de Adelaida, en el que las mujeres protagonizaban una protesta callejera junto con el arte de la palabra. En 1983 fue la iniciadora del Stobie pole art (arte del poste Stobie), una práctica que continúa en la actualidad.
En 1988, al ser invitadas a China junto con Anne Morris en un intercambio cultural chino-australiano, las dos artistas australianas trabajaron con cuatro artistas chinos en una serie de grandes murales en Xianyang, en la provincia de Shaanxi.

### Prácticas artísticas
La obra de Newmarch es extensa y no se aferró a un estilo individualista y prescriptivo. Se introdujo en el movimiento feminista en 1970 y compaginó la enseñanza, la maternidad y la creación artística con el trabajo comunitario y de desarrollo cultural. Trabajó en pintura, grabado y escultura, pero fue especialmente conocida por su práctica experimental del grabado, en el que a veces utilizaba imágenes personales para plantear cuestiones sociales y políticas sobre el papel de la mujer en la sociedad.
Su práctica artística se centró en las bases de género del mundo y es una profesional cuyo trabajo critica los supuestos subyacentes en torno a la comprensión de género. Abrazando el feminismo de principios de los setenta, su práctica artística subraya que toda representación es política y que la ausencia de voz es en sí misma una aceptación del statu quo. En sus primeros trabajos destacaba la serigrafía, una forma de arte relativamente barata y accesible en la que sobresalía.
Más tarde, en la década de 1990, su obra incluyó más objetos escultóricos, y después se centró en que los objetos fueran los temas, permitiendo que las manos y el cuerpo se convirtieran en lienzos para la exploración de la creación artística.
Su obra ha sido descrita como política, feminista, emocional, personal y compleja. Su trabajo artístico personificaba "lo personal es político" e incluía representaciones del trabajo invisible de las mujeres, la maternidad y otros temas femeninos. En un artículo de Lip: A Feminist Arts Journal (1981), Newmarch escribió que con su trabajo pretendía llegar a "las mujeres oprimidas por el sexismo y a las personas explotadas por el capitalismo", y que su obra no estaba dirigida a "un público de galerías de arte 'educado en élite' que puede permitirse 'invertir' en arte".
Más tarde escribió:

El arte debe surgir de la experiencia personal, no de las preocupaciones "artísticas". La experiencia personal sólo es una fuente útil de arte cuando va acompañada de una comprensión de las condiciones sociales en las que surge. Como imagen, el artista tiene una responsabilidad que va más allá de sí mismo o de su arte.

#### ¡Las mujeres sostienen la mitad del cielo!
La obra más conocida de Newmarch, ¡Las mujeres sostienen la mitad del cielo! (1978) es una serigrafía en color basada en una fotografía creada en 1978, su título es como un juego de palabras con la frase "Las mujeres sostienen la mitad del cielo " hecha por el expresidente del Partido Comunista Chino, Mao Zedong.
Diseñado originalmente como un póster, muestra una foto de una mujer de mediana edad que lleva a un hombre en brazos, con las palabras escritas en la parte inferior. La mujer en la foto era su tía Peggy, una madre soltera que crio ocho hijos, y en la época de la obra, tenía 23 nietos y siete bisnietos. Newmarch la admiraba mucho, ya que la veía como alguien que vivía un estilo de vida feminista y poco convencional, que en su mayoría había construido una casa por su cuenta, aprendiendo el trabajo que generalmente realizan los comerciantes y haciéndolo ella misma. La pequeña instantánea de la década de 1940 en la que se basó la serigrafía era "una pequeña foto de verano de algo que [Peggy] había hecho por un desafío cuando mucha gente en una fiesta había dicho 'Apuesto a que no podrías levantar a tu esposo'". El trabajo de Newmarch, que incluyó la famosa cita de Mao, la convirtió en una imagen de empoderamiento femenino. Su objetivo era "mostrar los aspectos fuertes y alentadores de las mujeres", en contraste con su trabajo anterior, que se centraba más en la alienación suburbana y la crítica de las imágenes de mujeres en la publicidad.
Newmarch dijo sobre la obra: "Nunca fue concebida como una imagen artística, sino como un póster confirmado, alegre y barato"; sin embargo, ha tenido un gran impacto, siendo exhibido por toda Australia y el mundo.

### Activismo político
Newmarch tenía un gran interés en la política, que siempre jugó un papel en su trabajo. Su obra estuvo impregnada de sus preocupaciones sociales, políticas y ambientales, que incluían los derechos territoriales de los aborígenes. Fue una figura importante del Women's Art Movement (WAM) de Adelaida, fundado el 7 de agosto de 1976.

#### Progressive Art Movement(Movimiento de arte progresivo)
Newmarch fue cofundadora en 1974 del Movimiento de Arte Progresivo (PAM), que se centraba en cuestiones políticas, preocupaciones sociales y educación, e incluía entre sus miembros a escritores, artistas, cineastas y poetas. La grabadora Ruth Faerber escribió al reseñar una exposición de arte de Adelaida en la Galería de Arte de Nueva Gales del Sur en 1977 que el PAM estaba "motivado por una fuerte dirección sociopolítica marxista, acordaba un programa de acción compartido y un sentido de imperativo inmediato", en comparación con la Experimental Art Foundation, que no se comprometía con una serie de objetivos acordados, y afirmaba que tenían una actitud "abierta" frente a la corriente dominante, de inconformismo frente a doctrinas arraigadas, de "experimentación frente a formalismo patricio".
Otros artistas asociados a PAM fueron:
- Robert Boynes[15]
- Jim Crowley[14]
- Margaret Dodd[14]
- Bert Flugelman[14]
- Andrew Hill
- Jenni Hill[15]
- Mandy Martin, pintora, grabadora y docente.
- Ken Searle[14]
- Richard Turner[14]

Andrew Hill (nacido en 1952), es pintor, grabador, diseñador de teatro, cine y gráfico. Fue profesor asociado en UniSA 1979-2014, Director de la Escuela de Arte de Australia del Sur (2011-2014) y Director Asociado de la Escuela de Arte, Arquitectura y Diseño de UniSA (2010-2014).

## Reconocimiento y premios
- En 1989, Newmarch recibió la Medalla de la Orden de Australia (OAM)[5] por sus servicios a las artes.[3]
- El 22 de septiembre de 2010, recibió el Premio del Día de Australia por su obra fotográfica titulada Las mujeres sostienen la mitad del cielo, una producción que muestra la asombrosa fuerza de las mujeres. La obra era un homenaje a su tía Peg, que construyó una casa ella sola mientras criaba a ocho hijos y tenía dos trabajos, y fue recreada como una postal para cuatro importantes galerías.
- En octubre de 2019, la ciudad de Prospect cambió el nombre de su galería comunitaria (antes Prospect Gallery)[7] a Newmarch Gallery, para honrar su larga participación en las artes comunitarias en Community Association of Prospect y Prospect Mural Group.[3]
- En diciembre de 2019, Newmarch fue "Highly Commended" en la categoría del Premio Geoff Crowhurst Memorial en los Premios Rubí de Australia del Sur.[18]

### Trabajos individuales
- ¡Las mujeres sostienen la mitad del cielo! (1978)
  - Una importante exposición montada por la Galería Nacional de Australia en 1995 recibió el título de Mujeres sostienen la mitad del cielo, por la obra de Newmarch.[19]
  - 2007: fue la única obra australiana seleccionada para la exposición WACK! Art and the Feminist Revolution (El arte y la revolución feminista) del Museo de Arte Contemporáneo de Los Ángeles.[11][5]
  - 2020–21: incluido en la exposición Know my Name (Conoce mi nombre)[20] en la Galería Nacional de Australia.[11]

## Muerte y legado
Newmarch falleció el jueves 13 de enero de 2022. Le sobrevivieron sus tres hijos: Jake Newmarch, Bruno Medlin y Jessie Kerr.
Dejó un rico legado de obras de arte, además de crear conciencia sobre muchos temas, fundar el Movimiento de Arte Progresivo y servir de mentora a muchas mujeres artistas. en una necrológica publicada en ARTnews, una revista estadounidense de artes visuales con sede en la ciudad de Nueva York, decía que había "reformado la escena artística australiana como educadora y activista".
¡Las mujeres sostienen la mitad del cielo! se convirtió en un ícono del movimiento feminista en Australia.
Los postes Stobie continúan decorándose en Adelaida.

## Exposiciones
El trabajo de Newmarch se exhibió en numerosas galerías de Adelaida, incluidas Greenaway Art Gallery (1994, 1995, 1996, 2001) y Prospect Gallery (1992, 1999, 2003, 2006, 2007, 2009).
The works Suburban window (1973) y Three months of interrupted work (1977), se incluyeron en importantes exposiciones feministas, como A Room of One’s Own (Melbourne, 1974) y The Women's Show (Adelaida, 1977).
Otras exposiciones notables incluyen:
- As the Serpent Struggles, celebrada por primera vez en la Experimental Art Foundation en 1987 y posteriormente en otros lugares[6]
- The Personal is Political, primera e importante retrospectiva, en AGSA, 1997[6][5]
- Anticipation, JamFactory Atrium y Prospect Gallery, 2005 to 2007[6]
- WACK! Art and the Feminist Revolution at the Museo de Arte Contemporáneo de Los Ángeles, 2007[11][5]
- Survey exhibition en  el Northern Centre for Contemporary Art en Darwin, Northern Territory, 2017[6]

## Colecciones
Las obras de arte de Newmarch se encuentran en todas las galerías estatales australianas, incluidas más de 40 obras en poder de la Galería de Arte de Australia Meridional, así como en importantes colecciones privadas.

## Otras lecturas
- Adams, Jude (November 2013). Looking from with/in: feminist art projects of the 70s 29. University of Western Australia. p. Outskirts.
- Moore, Catriona; Speck, Catherine (2019). «Chapter 5: How the personal became (and remains) political in the visual arts».  En Arrow, Michelle; Woollacott, Angela, eds. Everyday Revolutions: Remaking Gender, Sexuality and Culture in 1970s Australia. ISBN 9781760462970. doi:10.22459/ER.2019.
- Speck, Catherine (21 de enero de 2022). «Australian art has lost two of its greats. Vale Ann Newmarch and Hossein Valamanesh». The Conversation.

- Datos: Q19276811